# Sonderdividende
Unter einer Sonderdividende (auch Sonderausschüttung) versteht man eine einmalige Ausschüttung (Dividende) an die Anteilseigner einer Kapitalgesellschaft.
Der Grund für Sonderdividenden liegt im Vorhandensein überschüssiger liquider Mittel oder ungenutzter freier Verschuldungskapazitäten. Bilanziell bedarf die Sonderdividende der Auflösung von Rücklagen, bzw. einer Kapitalherabsetzung. Die Sonderdividende ist i. d. R. steuerfrei, da es sich um eine Rückzahlung von aus versteuerten Gewinnen erstellten Rücklagen, bzw.  in der Vergangenheit vorgenommenen Einlagen handelt.

## Kritik
Oftmals veranlasst der Druck einflussreicher Aktionäre die Ausschüttung von Sonderdividenden, die keine sinnvolle Investitionsmöglichkeit für die verfügbaren Mittel sehen. In Einzelfällen veranlassten Finanzinvestoren die Aufnahme von Neuverschuldung mit dem Ziel, das geliehene Mittel unmittelbar in Form einer Sonderdividende auszuschütten (auch als leveraged recap bezeichnet). Die Sonderausschüttung ist dadurch zum entscheidenden Finanzmarktinstrument geworden, anhand dessen der Schuldenübertrag vom Käufer eines Unternehmens auf das Unternehmen selbst abgewickelt wird. Die übertragene Schuldenlast hat dabei in Einzelfällen maßgeblich zur Insolvenz von Traditionsunternehmen beigetragen.

## Auswirkung auf Börsenkurs
Bei börsennotierten Gesellschaften führt die Auszahlung zu einer Anpassung des Aktienkurses am Tage der Zahlung (Ex-Tag) mit einem Rückgang des Kurses um den Betrag der Zahlung. Sonderdividenden haben darüber hinaus meist keinen nachhaltigen Einfluss auf den Kurs des Unternehmens. 